# El Roble (kommun)
El Roble är en kommun i Colombia.   Den ligger i departementet Sucre, i den norra delen av landet, 500 km norr om huvudstaden Bogotá. Antalet invånare är 9 433.